# Hornblåsaren 29 och 30

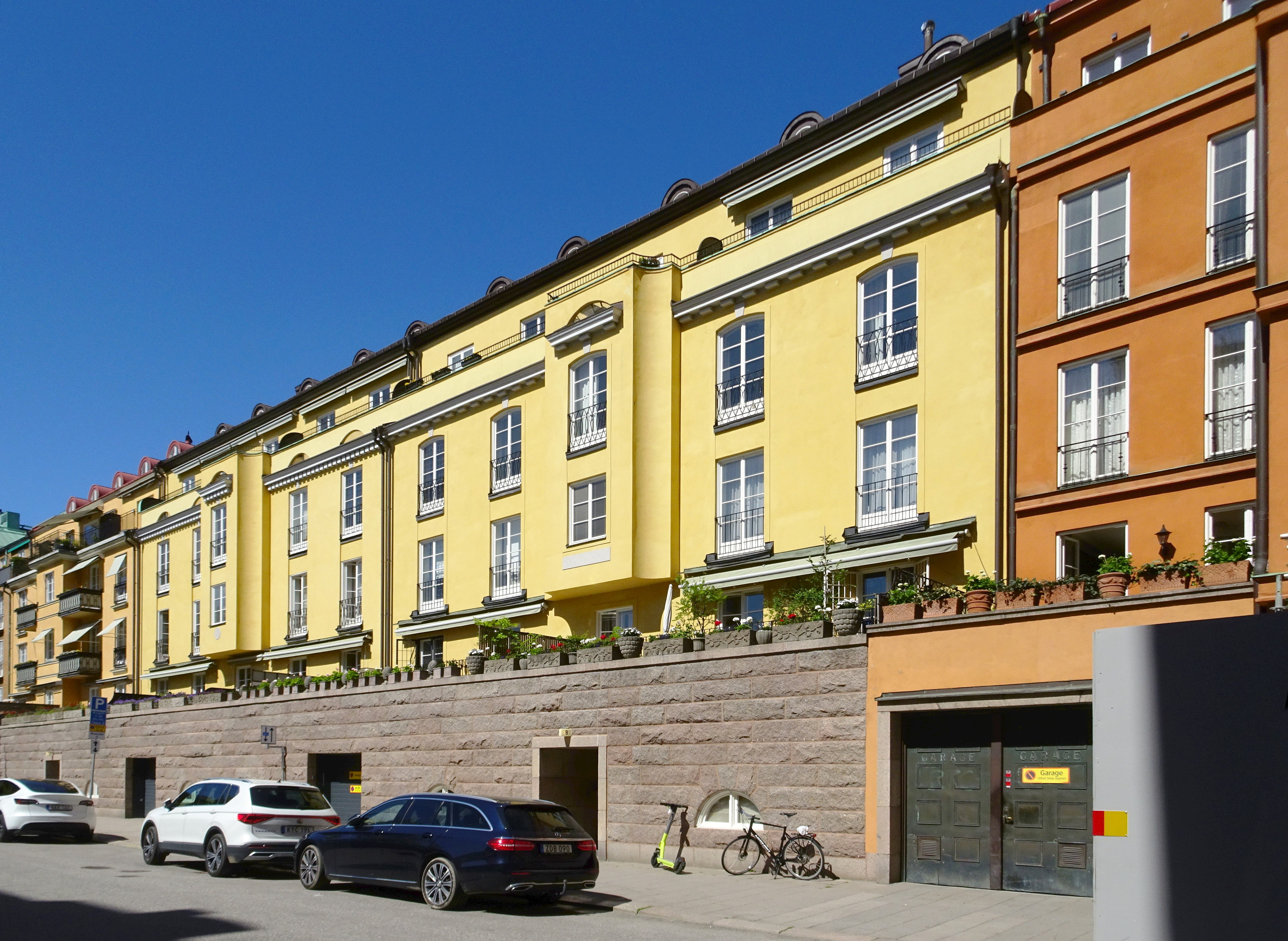
Hornblåsaren 29 (närmast) sedan 30 och 31, längst till höger skymtar Hornblåsaren 15, juni 2022.

Hornblåsaren 29 och 30 är två kulturhistoriskt värdefulla fastigheter i kvarteret Hornblåsaren vid Ulrikagatan 7 och 9 på Östermalm i Stockholm. Dessa båda flerbostadshus är i stort sett identiska och uppfördes 1930–1931 efter ritningar av arkitekt Knut Nordenskjöld. Fastigheterna är grönmärkta av Stadsmuseet i Stockholm vilket betyder "särskilt värdefull från historisk, kulturhistorisk, miljömässig eller konstnärlig synpunkt".

## Kvarteret och stadsplanen

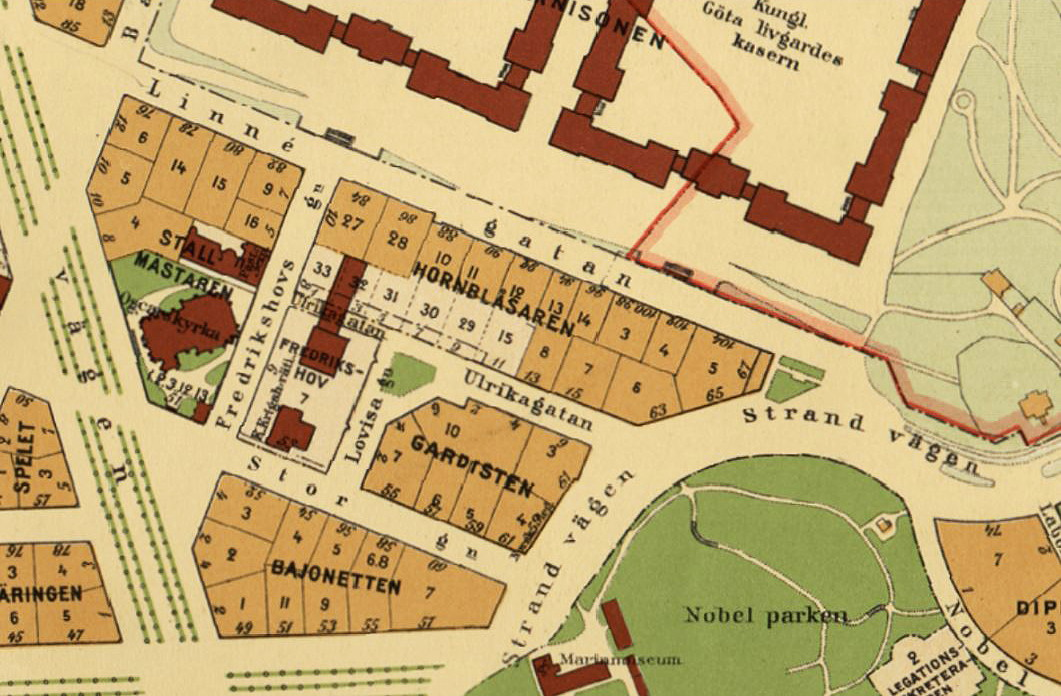
Hornblåsaren omkring 1930. Fastigheterna 15 och 29-33 är obebyggda.

Kvartersnamnet Hornblåsaren  minner om forna tiders signalblåsning på Svea livgardes domäner som fanns här till 1800-talets slut. Den första stadsplanen för Hornblåsaren fastställdes redan 1911 och förnyades 1922 samt 1940. Kvarteret fick sin nuvarande bebyggelse huvudsakligen efter första världskriget och visar flera goda representanter för tidens hyreshusbyggande i enkel 1920-talsklassicism.
Hornblåsaren 29, 30 och även 31 har en särställning bland kvarterets flerbostadshus. De byggdes enligt den stadsplan som fastställdes för kvarteret år 1922. Samtliga har från gatulinjen indragna fasader och förgårdar vilka är upphöjda motsvarande en våning. Ursprungligen var det tänkt att ett tiotal tomter i kvarteret skulle bebyggas på detta sätt med enfamiljshus och en mindre portvaktslägenhet i varje hus. 
Stadsplanens intention var att "skapa ett litet område för egna hem med rätt höga anspråk på utrymme och bekvämlighet." Endast tre hus kom till utförandet dock inte som enfamiljshus utan som flerfamiljshus. De fick stilmässig enhetliga fasader mot Ulrikagatan. De upphöjda förgårdarna planterades och blev trädgårdar och terrasser.

## Byggnadsbeskrivning

### Exteriör

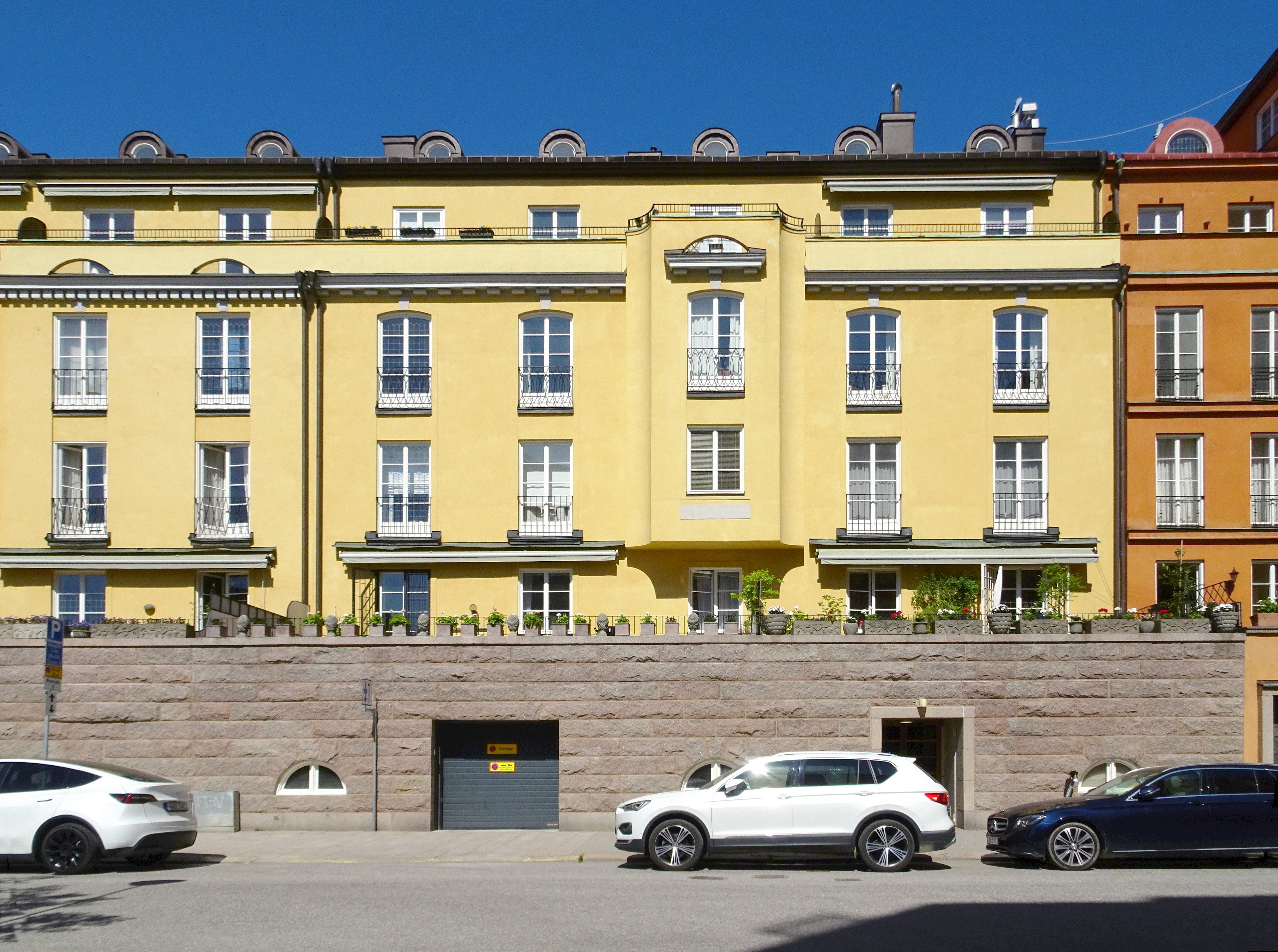
Hornblåsaren 29, fasad mot Ulrikagatan, juni 2022. Till vänster skymtar 30.

Hornblåsaren 29 och 30 uppfördes 1930-1931 med Knut Nordenskiöld som arkitekt och byggdes av byggnadsingenjören Bror Bennström som även var byggherre och upprättade husets konstruktionsritningar. Exteriören och planlösningen är identiska för båda byggnader. Över den våningshöga förgården höjer sig husen med tre våningar och en indragen takvåning. Ovanför den tredje våningen löper en tandsnittslist längs hela fasaden vars centrum accentuerades av var sitt burspråk i två våningar. Ytbehandlingen är slätputs i gul kulör. Förgårdens front mot gatan kläddes i granit och avslutades upptill av en skulpterad barriär. Entréportalen utfördes i granit med klassicerande formgivning.

### Interiör
Den ursprungliga lägenhetsfördelningen var tre bostäder per våningsplan; två med fyra rum och kök som utfördes spegelvänd identiska, samt en liten central belägen etta med sitt vardagsrum innanför burspråket. Till de större lägenheterna hörde en stor hall med öppen spis och ett litet jungfrurum innanför köket. Samtliga hade badrum, till ettan hörde en kokvrå. Det fanns även några, efter hyresgästens önskemål, specialritade bostäder vilka var utformade som etagelägenheter med interntrappa. I källarvåningen fanns garageplatser. 

### Ägare
Idag ägs fastigheten 29 och 30 av bostadsrättsföreningen Hornblåsaren 29-30 som bildades 1978. Föreningen har 26 lägenheter med storlekar mellan 28 m² och 181 m². I november 2020 såldes en lägenhet om tre rum och kök (116 m²) för 22 miljoner kronor.

### Originalritningar

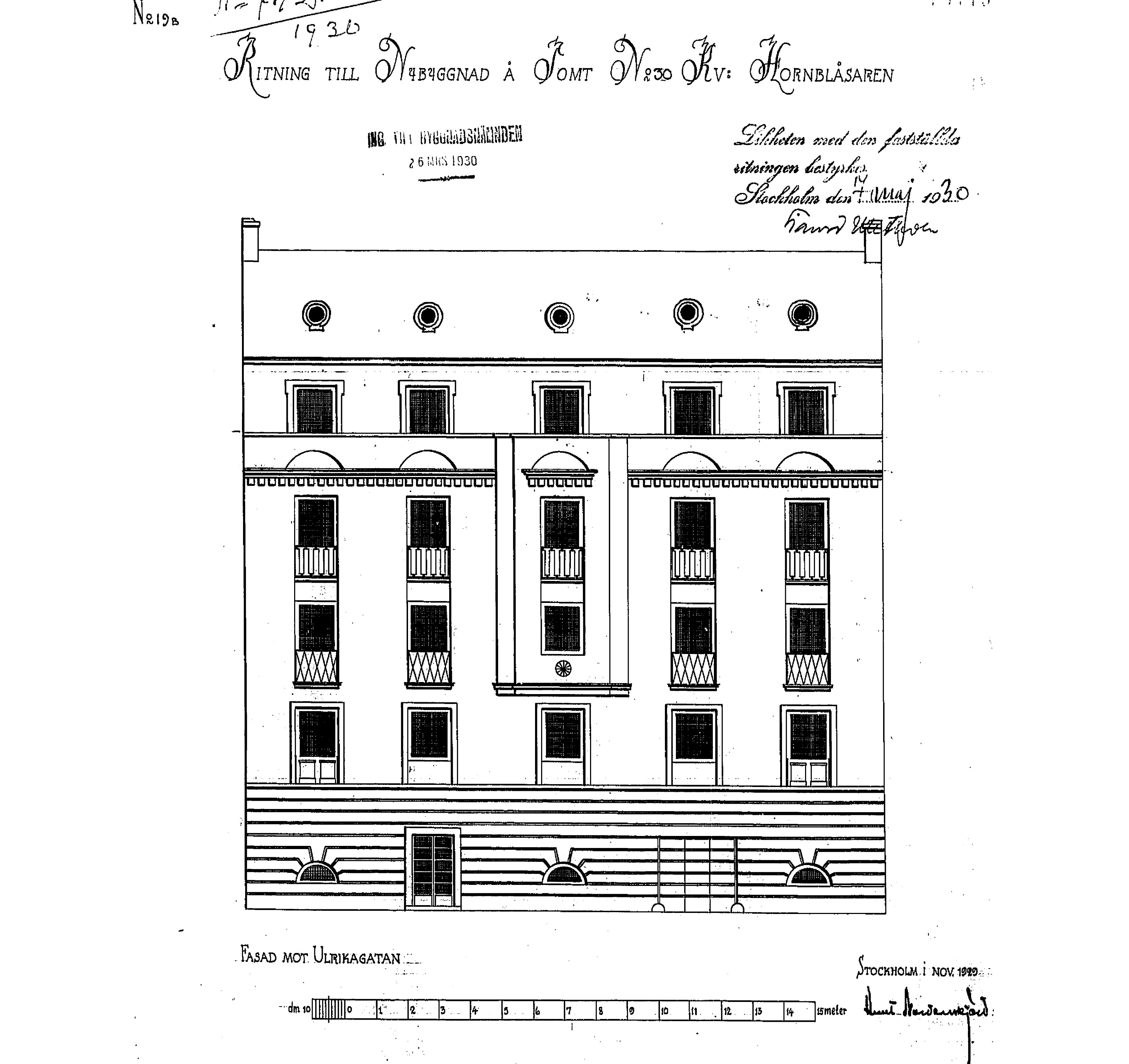
Fasad.
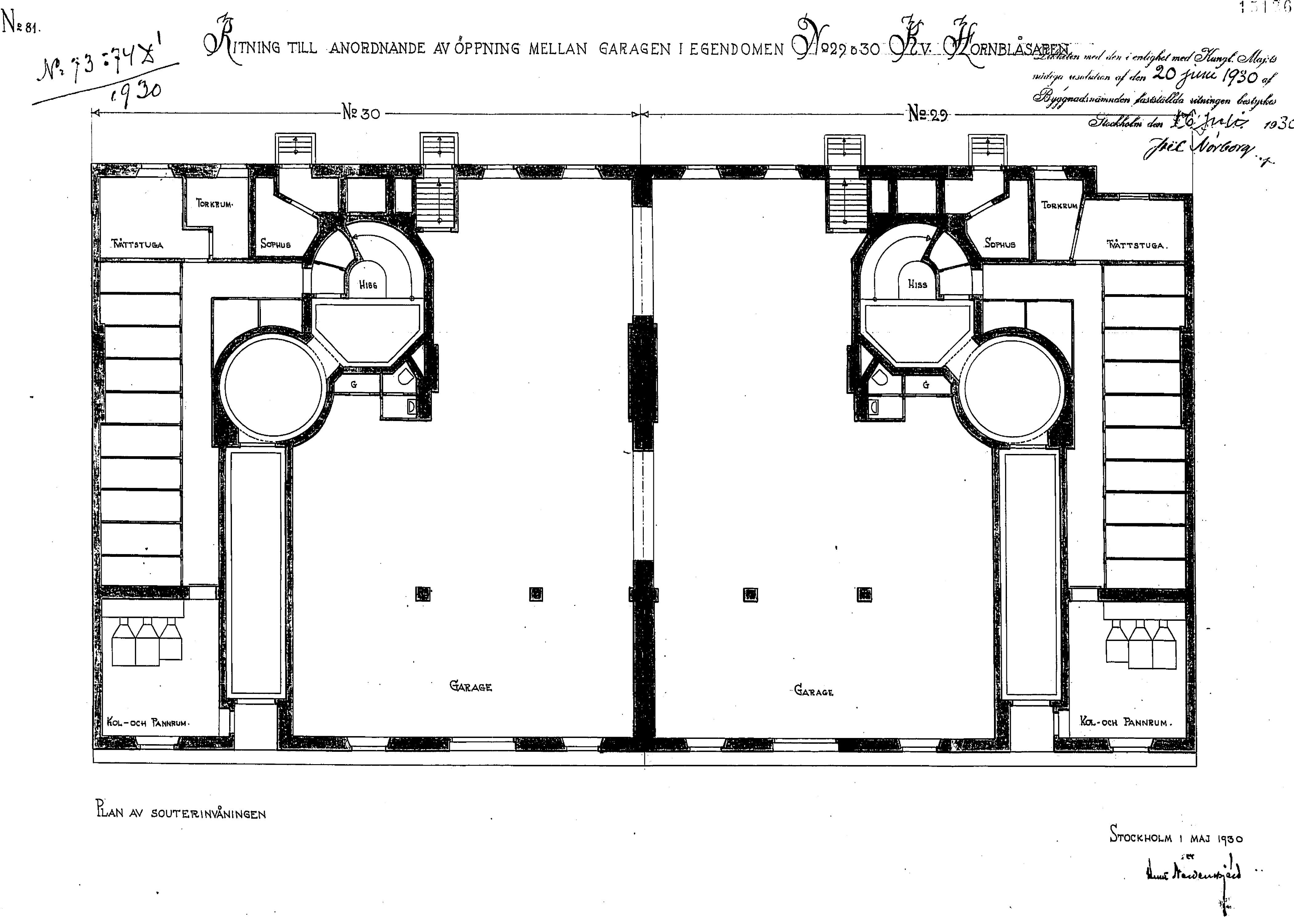
Källare / garage.
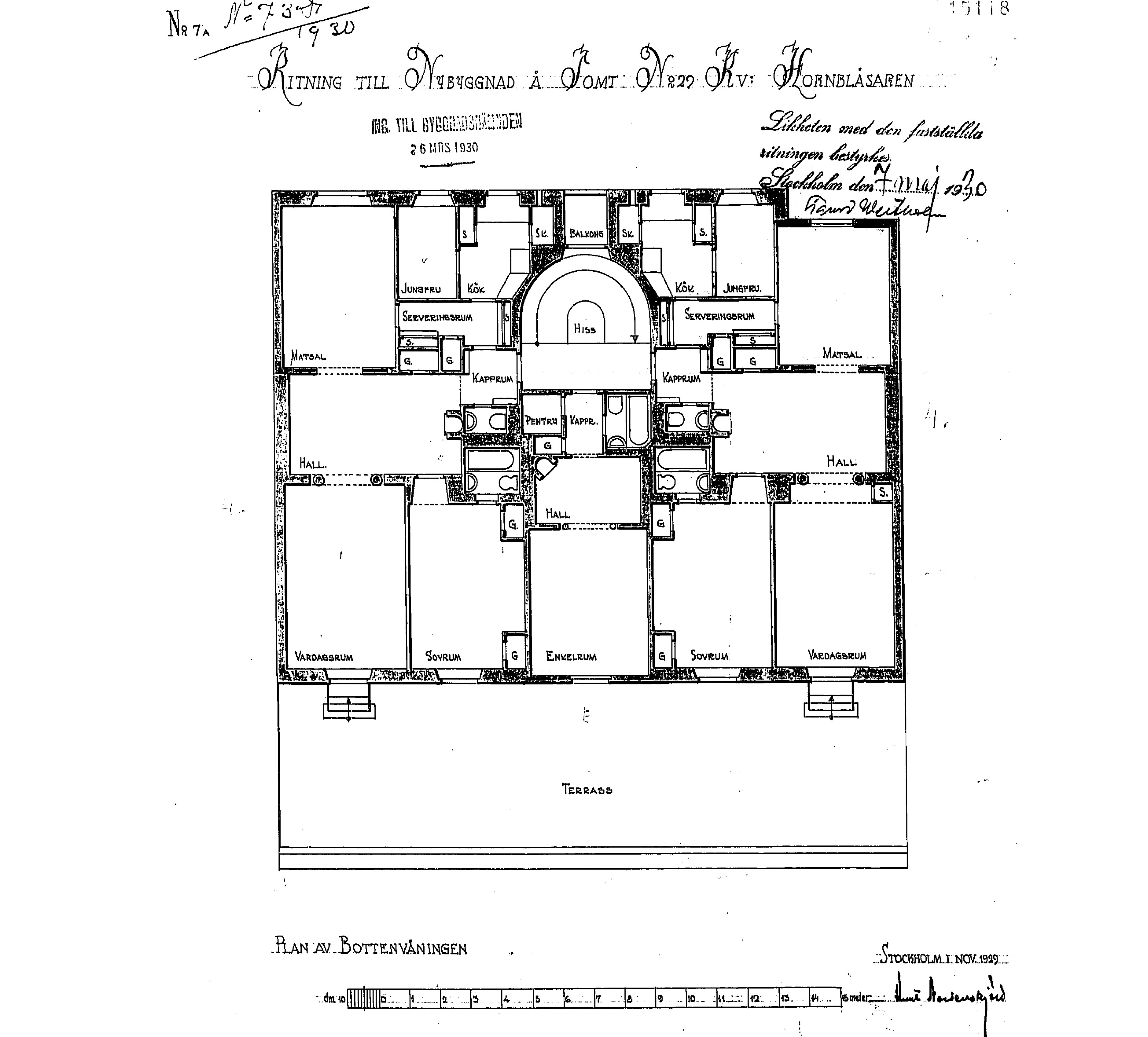
Bottenvåning.
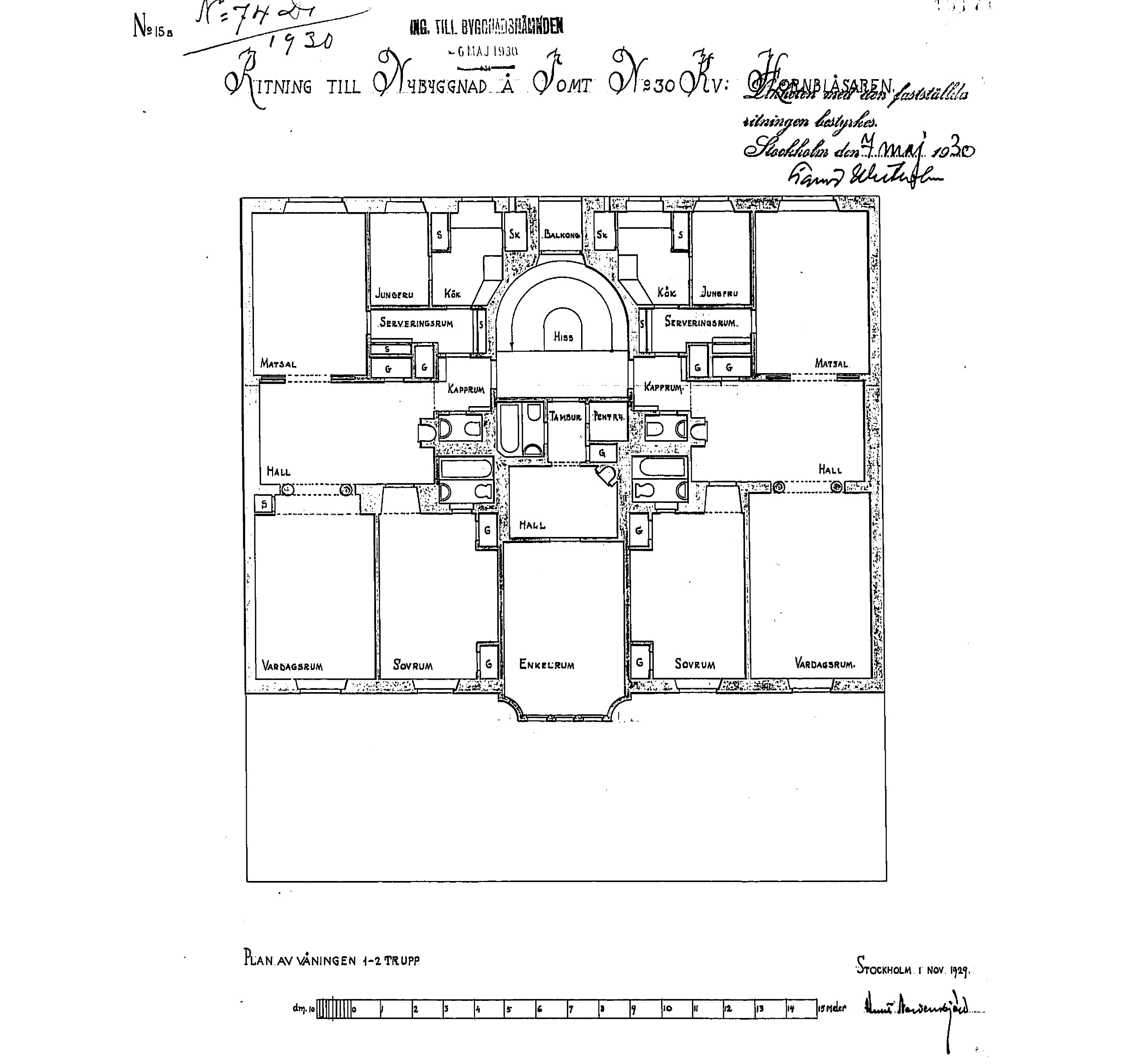
Våning 1-2 trappor.
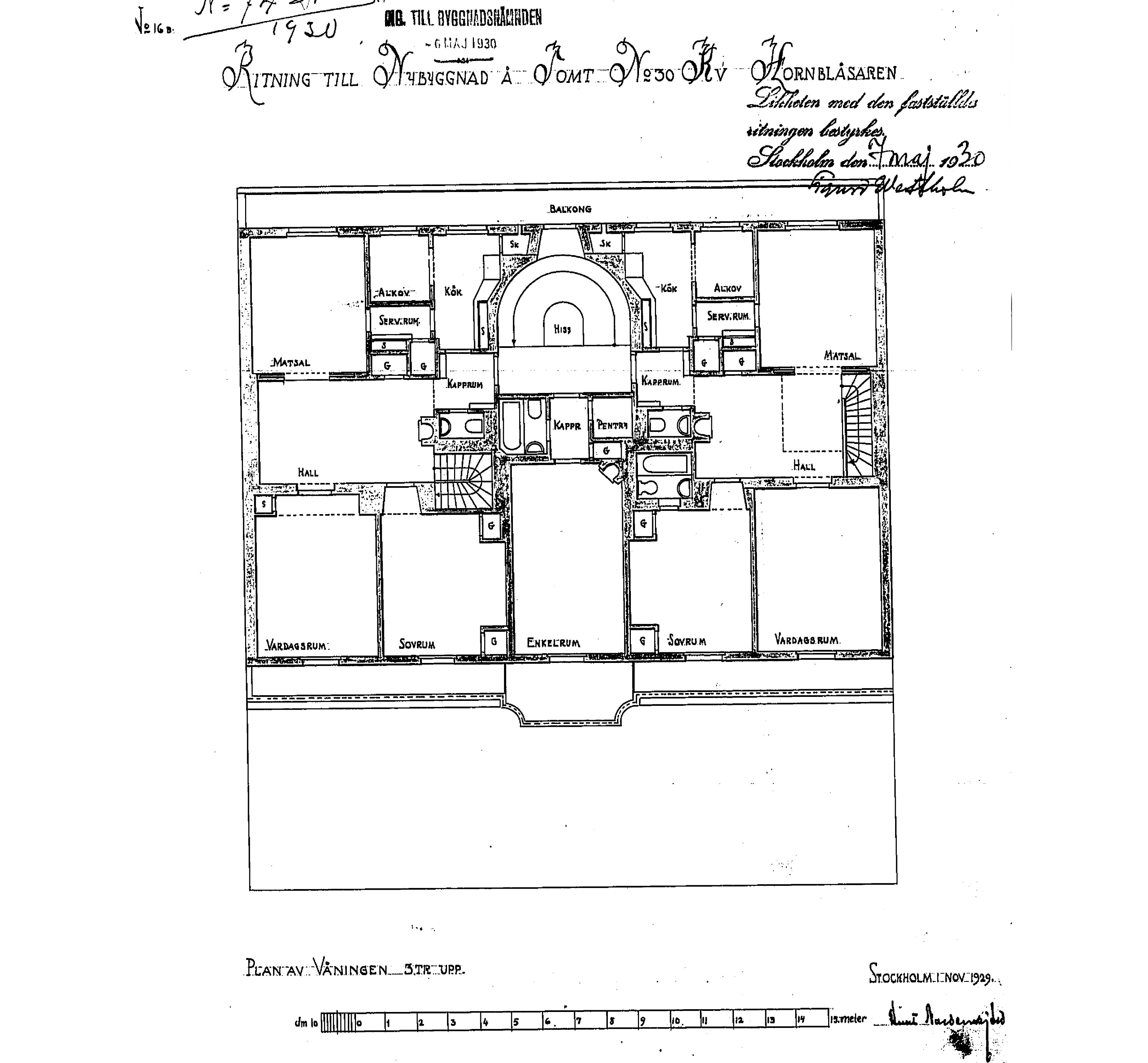
Våning 5 trappor.
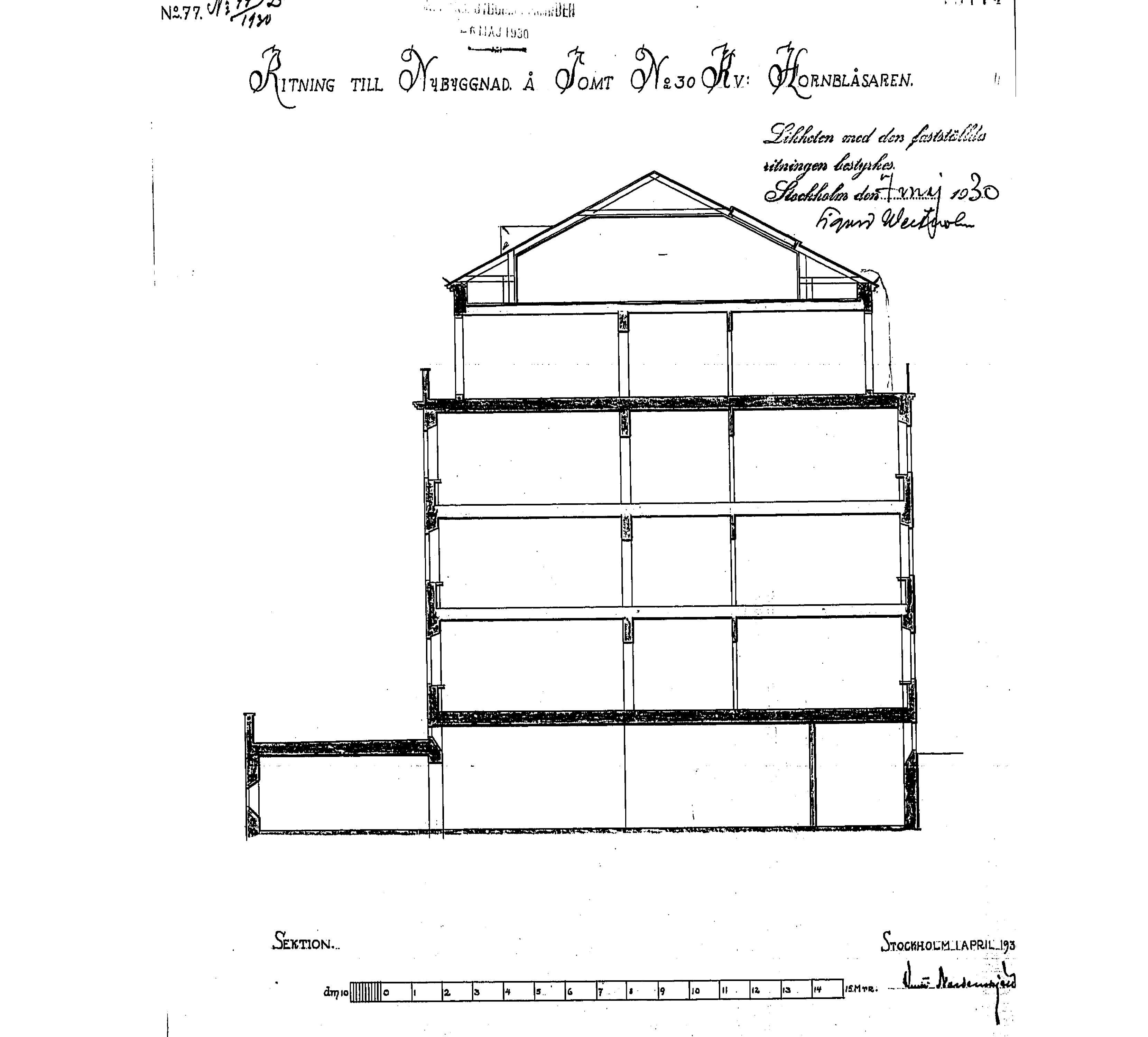
Sektion.